# Штефані Бекерт
Штефані Бекерт (нім. Stephanie Beckert; 30 травня 1988, Ерфурт, Німеччина) — німецька ковзанярка, яка виступає в ковзанярському спорті на професійному рівні з 2006 року. Є дебютантом національної команди, як учасник зимових Олімпійських ігор здобула срібну медаль у 2010 році в одиночних змаганнях на дистанції 3000 метрів. У командній гонці переслідування Штефані з подругами зі збірної Німеччини виборола золоту олімпійську медаль і звання олімпійської чемпіонки.
На світових форумах ковзанярів почали приходити успіхи з 2008—2009 років, коли спортсменка 5 разів піднімалася на подіум етапів Кубка світу з ковзанярського спорту.